# Palazzo Moro
Palazzo Moro a San Barnaba, frequentemente citato anche come Palazzo Guoro o Barbini-Moro, è un edificio di Venezia affacciato sul Canal Grande e sito nel sestiere di Dorsoduro, nella parrocchia di San Barnaba, a fianco a Palazzo Loredan dell'Ambasciatore e a Palazzetto Stern.

## Storia
L'edificio, eretto su una precedente struttura gotica, risale ai primi anni del XVI secolo ma è stato pesantemente ristrutturato durante il XIX secolo. La tradizione ha identificato il palazzo come la casa di Otello, personaggio dell'omonima tragedia di William Shakespeare: si ipotizza questo personaggio sia in realtà stato elaborato sulla base di Cristoforo Moro, futuro doge dalla sfortunata vita familiare.

## Descrizione
Il palazzo è contraddistinto da una facciata chiara, sobria, quasi minimalista per i tempi, senza alcun elemento decorativo. Unici elementi di pregio sono le due quadrifore, simili per aspetto, contraddistinte da balcone e da semplici elementi floreali all'apice e lo scarno portale ad acqua. Il restante apparato decorativo presenta una prevalenza di monofore e solo qualche rara bifora sulla facciata laterale, che appare se possibile ancora più spoglia ed asettica: unici elementi degni di nota sono il portale ad acqua e la sovrastante bifora.
Il palazzo presenta varie corti interne di piccole dimensioni, sulla più ampia delle quali si affaccia una trifora.